# Taniwhasaurus
Taniwhasaurus là một chi mosasauridae tuyệt chủng sống tại nơi ngày nay là New Zealand, Nhật Bản và Nam Cực.